# Femeia necunoscută
Femeia necunoscută (titlul original: în arabă المرأة المجهولة, transliterat: El Murra el maghoula) este un film dramatic egiptean, realizat în 1959 de regizorul Mahmoud Zulfikar, protagoniști fiind actorii Shadia, Imad Hamdi, Kamal El-Shinnawi, Shukri Sarhan.

## Rezumat
Adaptare a celebrei piese a lui Alexandre Bisson „Madame X”, „El Murra el maghoula” este povestea lui Fatima, o femeie simplă care se căsătorește cu bogatul doctor Ahmed. Împreună, au un fiu, Samir, pe care Fatima îl iubește mai mult decât orice. Cade pradă unui șantajist, Abbas și este arestată pe nedrept pentru adulter. Dr Ahmed divorțează de Fatima, văzând-o ca o rușine pentru familie și o împiedică să-și mai vadă fiul, ducând astfel la decăderea Fatimei într-o viață de suferință și mizerie.

## Distribuție
- Shadia – Fatma /Shams
- Imad Hamdi – Doctor Ahmed Abdel Fattah
- Kamal el-Shennawi – Abbas Abo El Dahab
- Shukri Sarhan – Samir Ahmed Abdel Fattah
- Zahrat el-Ula – Suad Abdel Hamid
- Negma Ibrahim – Aminah Hanem
- Soheir el Bably – Aida
- Thurayyā Fakhrī – Nanny
- Ahmed Louxor – Prosecutor
- Fifi Youssef – Mahasen
- Anwar Madkour – Officer
- George Yordanis – Bar Man
- Muhammad Sabih – Thug
- Abbas El Daly – Doctor
- Katkota – Dancer
- Ikram Ezzo – Semsem